# ル・モンド・ディプロマティーク
ル・モンド・ディプロマティーク (Le Monde diplomatique) とは、フランスの月刊誌（タブロイド判で刊行されるため、月刊紙と表記するほうが正確）。フランス語の他、英語、ドイツ語、スペイン語、日本語（オンラインのみ）など22言語で刊行されている。

## 概要
1954年に創刊。日刊紙ル・モンドの子会社の形態をとり、日々のニュースよりは世界的な政治・経済・社会潮流に関する記事を主に掲載しており、知識層に幅広く読まれている。また、新自由主義に批判的で、連帯経済やアルテルモンディアリスムなどを推進する立場を取る。イグナシオ・ラモネが長年編集総長を担当してきたが、2008年3月にセルジュ・アリミに交代した。なお、フランスやドイツなどで活発に活動しているATTACも、同紙の記事を基盤として生まれたものである。